# Domenico Lenarduzzi
Domenico Lenarduzzi (Torino, 19 marzo 1936 – Bruxelles, 2 dicembre 2019) è stato un funzionario italiano, Direttore Generale Onorario della Commissione europea.

## Biografia
Domenico Lenarduzzi nasce a Torino nel 1936. Quando la città è bombardata nel 1943, la famiglia decide di sfollare in Friuli a Ovoledo, città di origine del padre. Nel 1946 il padre decide di partire per il Belgio e va a lavorare in miniera a Charleroi. Dopo circa un anno rientra in Italia per portare la famiglia in Belgio con lui.
Domenico Lenarduzzi arriva in Belgio all'età di 11 anni e dopo un inizio estremamente difficile, non conosce il francese e a 17 anni è colpito dalla poliomielite, riesce a laurearsi in Ingegneria commerciale presso l'Université Catholique de Louvain nel 1959 e ottiene una seconda laurea in Scienze politiche e sociale nel 1963.
Domenico Lenarduzzi è deceduto a Bruxelles il 2 dicembre 2019.

## Carriera professionale

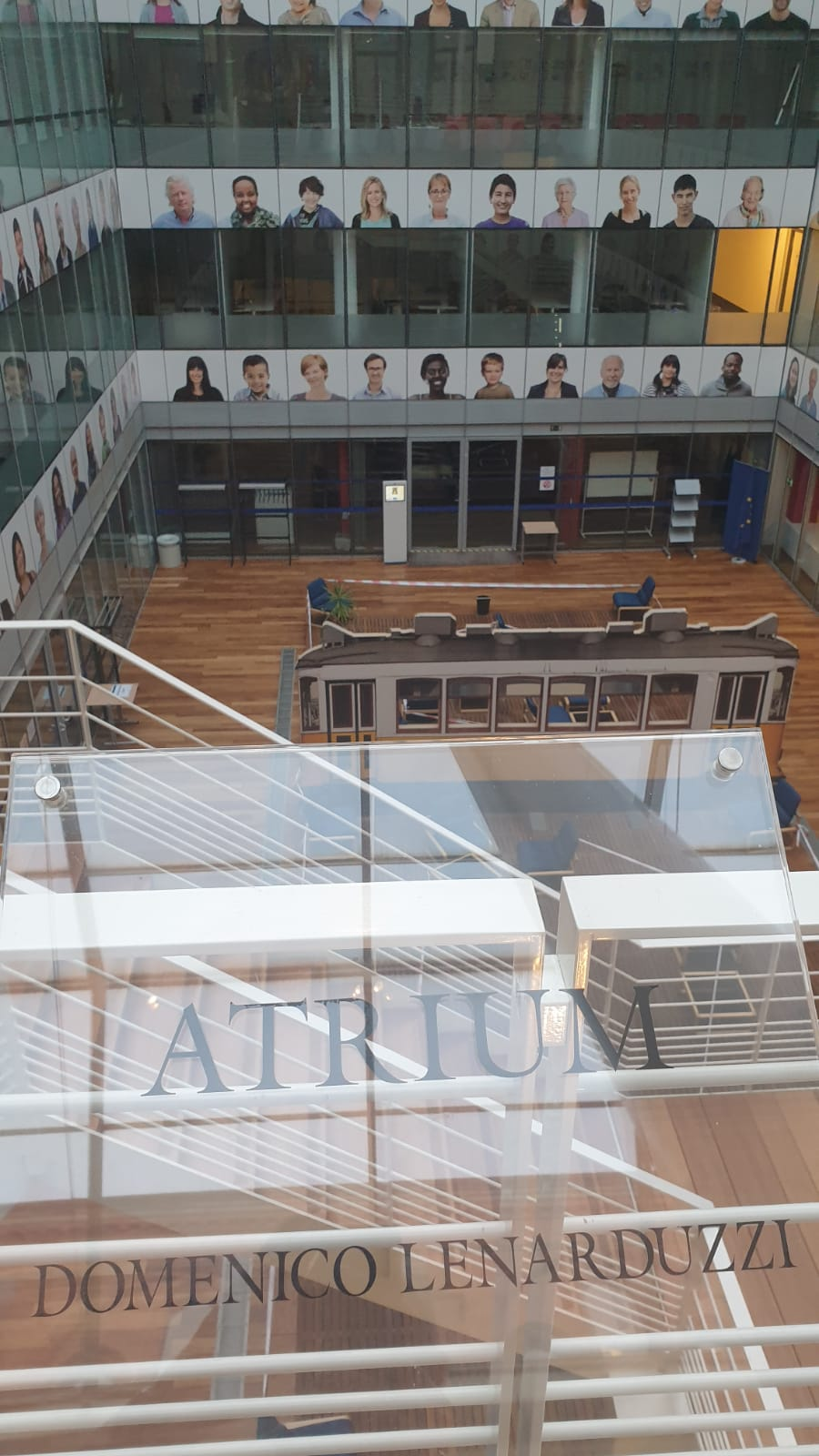
Placca Domenico Lenarduzzi, atrio Van Maerlant, biblioteca della Commissione europea

Nel 1960 inizia a lavorare per il decano della Facoltà di Economia che, dopo la sua nomina alla Corte dei Conti europea nel 1960, decide di portarlo con lui.
Nel 1965 vince un concorso ed è assunto dalla Direzione Generale dell'Occupazione e Affari Sociali. 
Nel 1969 passa alla Direzione Generale della Politica Regionale, dove si occupa del coordinamento del Fondo Sociale e Agricolo. Divenuto Capo Divisione si occupa degli studi relativi all'impatto dell'adesione all'Unione di Spagna, Portogallo e Grecia.
Nel 1981 ritorna a lavorare per la Direzione Generale Occupazione e Affari Sociali in particolare nel settore delle “Risorse umane” occupandosi anche del settore educazione, fino a diventare nel 1999 Direttore Generale della politica dell'Istruzione. 
In quegli anni lavorerà attivamente per facilitare la mobilità dei docenti e degli studenti, stimolando programmi di cooperazione fra le università europee.
Nel 1987 sarà approvato il programma Erasmus, nel 1995 il programma Gioventù d'Europa  e il Programma Socrates .
Grazie alla sua profonda convinzione che non c'è Europa senza interculturalità, ed alla necessità di creare dei cittadini con una dimensione europea, Domenico Lenarduzzi ha operato per permettere ai giovani europei di conoscersi, confrontarsi e favorire la reciproca tolleranza. Domenico Lenarduzzi è ormai conosciuto in tutta Europa come il “Padre di Erasmus”

## Premi e riconoscimenti
- "Gilbert Medal for Internationalisation" Universitas 21 (11/04/2014)
- "Career Prize" Università di Firenze e Società Europea per la formazione degli ingegneri (8/09/2013)  Archiviato il 27 aprile 2014 in Internet Archive.
- "Laurea Honoris Causa" Universitat Ramon Llull (2003)
- "Laurea Honoris Causa" Universitè Libre de Bruxelles (2002)
- "Laurea Honoris Causa" Università di Lovanio (K.U. Leuven)(2002)
- "Laurea Honoris Causa" Università degli Studi di Udine (26/05/2004) Archiviato il 27 aprile 2014 in Internet Archive.
- "Premio Odorico" Provincia di Pordenone (28/07/2007) Archiviato il 27 aprile 2014 in Internet Archive.
- Inserito tra i 100 Campioni made in Europe, Rivista Nouvel Observateur 1998
- La Commissione europea ha dedicato l'atrio della sua biblioteca centrale, che si trova presso il Convento Van Maerlant a Domenico Lenarduzzi.